# Wilhelm Michel (Kunsterzieher)
Wilhelm Michel (* 30. Januar 1894 in Hagen, Deutsches Reich; † 1964 in Brilon) war ein deutscher Kunsterzieher und Akademielehrer.

## Leben und Wirken
Nach dem Schulbesuch nahm er eine Ausbildung zum Zeichenlehrer und Kunsterzieher auf. Im Ersten Weltkrieg war er u. a. als Kampfflieger in Flandern eingesetzt. Dem folgte die Berufung zum Professor für Kunsterziehung an der Staatlichen Kunstakademie in Kassel. 1929 erhielt er in Berlin den Auftrag zur Einrichtung des dortigen Städtischen Werklehrerseminars, dessen Direktor er wurde.
Am 23. Dezember 1933 wurde er zum kommissarischen Direktor der Kunstgewerbeschule Burg Giebichenstein in Halle (Saale) ernannt. Als er versuchte, dort Arnold Bode einzustellen, erfolgte seine Entlassung. Er ging nach Düsseldorf, wo Michel 1936 an der Staatlichen Kunstakademie lehrte.